# Martin Vickers-Pearson
Pour les articles homonymes, voir Vickers (homonymie) et Pearson.
Martin Vickers-Pearson (dit Smee) est un ancien joueur de rugby à XV anglais, né le 24 octobre 1971 à Wakefield (Angleterre). Il a joué avec l'équipe du Pays de Galles et évoluait au poste de demi d'ouverture (1,82 m pour 91 kg). 
Il arrête sa carrière en 2006 à la suite d'une blessure au genou.

## Carrière
- Travellers Saints  Angleterre
- Featherstone Rovers  Angleterre
- Halifax Bluesox  Angleterre
- Sheffield Eagles  Angleterre
- Wakefield Trinity Wildcats  Angleterre
- 2001-2003 : Section paloise  France
- 2003-2006 : RC Toulon  France

## Palmarès

### En club
- Champion de France de Pro D2 : 2005
- Featherstone 1° Division Champion et Play off en 1992

### En équipe nationale
- Équipe du Pays de Galles
- Équipe d'Angleterre - de 21 ans

### Personnel
- Meilleur réalisateur de Pro D2 : 2005 (415 points, soit 18 de plus que le second Sébastien Fauqué)[1]
- Meilleur buteur de Pro D2 : 2005 (380 points, soit 3 de plus que le second Sébastien Fauqué)[2]